# Iridio-192
El iridio-192 (símbolo 192Ir) es un isótopo radiactivo del iridio, con una semivida de 73,827 días, que se desintegra mediante la emisión de partículas beta (β) y radiación gamma (γ). Alrededor del 96% de las desintegraciones de 192Ir se producen por emisión de radiación β y γ, dando lugar a 192Pt. Algunas de las partículas β son capturadas por otros núcleos de 192Ir, que se convierten en 192Os. La captura de electrones es responsable del 4% restante de las desintegraciones de 192Ir. El iridio-192 se produce normalmente por activación neutrónica de iridio metálico en abundancia natural. El iridio-192 es un emisor de rayos gamma muy potente, con una constante de dosis gamma aproximada de 1. 54 μSv-h-1-MBq-1 a 30 cm, y una actividad específica de 341 TBq-g-1 (9,22 kCi-g-1) Durante su proceso de desintegración se producen siete paquetes de energía principales que oscilan entre poco más de 0,2 y aproximadamente 0,6 MeV. Se utiliza habitualmente como fuente de rayos gamma en radiografía industrial para localizar defectos en componentes metálicos. También se utiliza en radioterapia como fuente de radiación, en particular en braquiterapia. El iridio-192 ha sido responsable de la mayoría de los casos registrados por la Comisión Reguladora Nuclear de EE. UU. en los que se han perdido materiales radiactivos en cantidades lo suficientemente grandes como para fabricar una bomba sucia.
El isómero metaestable 192m2Ir es el isómero más estable del iridio. Decae por transición isomérica con una semivida de 241 años, lo que lo hace inusual, tanto por su larga semivida para un isómero, como porque dicha semivida supera ampliamente a la del estado fundamental del mismo isótopo.